# Chrysopa gratiosa
Chrysopa gratiosa is een insect uit de familie van de gaasvliegen (Chrysopidae), die tot de orde netvleugeligen (Neuroptera) behoort. 
Chrysopa gratiosa is voor het eerst wetenschappelijk beschreven door Navás in 1933.